# Ron Embleton
Ronald Sydney Embleton (6 de outubro de 1930 – 13 de fevereiro de 1988) foi um ilustrador inglês de diversas obras de histórias em quadrinhos, incluindo a série Oh, Wicked Wanda! (1973–80) de histórias em quadrinhos para adultos, do gênero erótico publicadas na Penthouse. 